# Мурхарт
Мурхарт (њем. Murrhardt) град је у њемачкој савезној држави Баден-Виртемберг. Једно је од 31 општинског средишта округа Ремс-Мур. Према процјени из 2010. у граду је живјело 14.117 становника. Регионална шифра града је (AGS) 8119044.

## Географски и демографски подаци
Мурхарт се налази у савезној држави Баден-Виртемберг у округу Ремс-Мур. Град се налази на надморској висини од 291 метра. Површина општине износи 71,1 km². У самом граду је, према процјени из 2010. године, живјело 14.117 становника. Просјечна густина становништва износи 198 становника/km².